# Ненад, Йован
Йо́ван (И́ван) Не́над, прозвище Чёрный (серб. Jован Ненад, венг. Jovan (Ivan) Fekete; ум. 26 июля 1527 г. Торнёш, близ Сенты) — предводитель антитурецкого и антифеодального народного движения на севере Сербии, на территории современной Воеводины, самопровозглашённый сербский царь в 1526—1527 годах.

## Биография

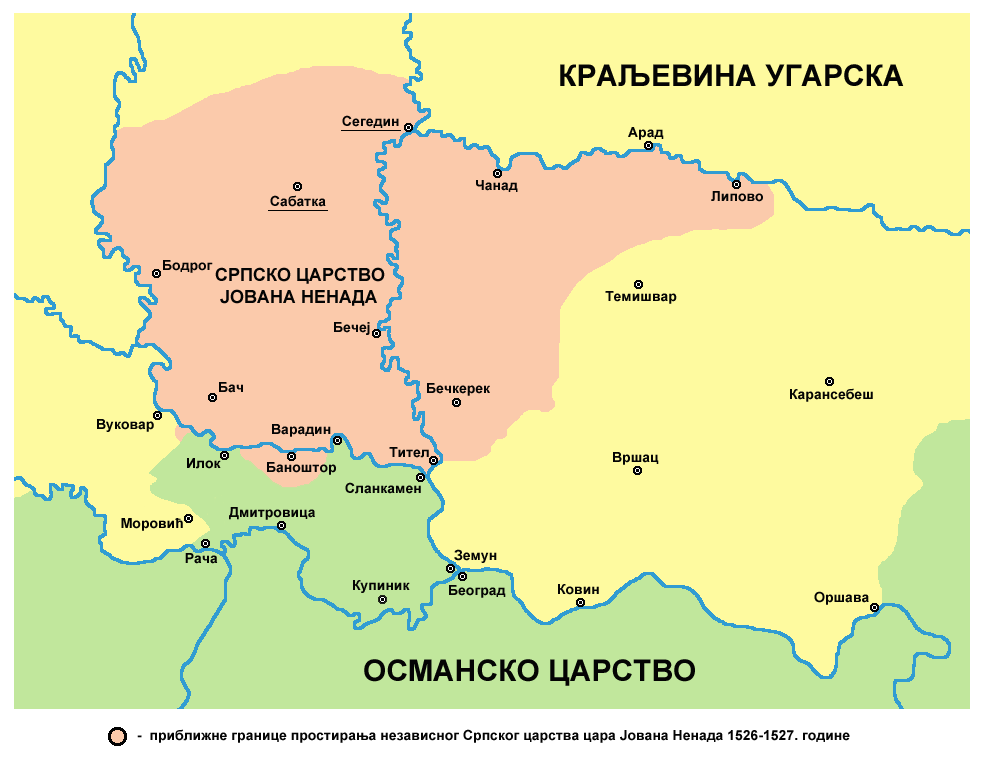
Сербское царство Йована Ненада

Йован Ненад собрал осенью 1526 года большое войско преимущественно из бездомных крестьян — сербов, валахов и венгров (численностью в 9-10, а по другим данным — в 14-15 тысяч человек). Умелыми военными действиями его отряды освободили от турок почти всю Бачку, после чего Йован Ненад превратил её в свой опорный пункт, объявил себя царём и наместником Бога, а Бачку и Банат — своими владениями.
В Суботице был организован царский двор с личной гвардией; в города и местечки, освобождённые от турецких гарнизонов, Йован Ненад назначил своих старейшин, раздавал отобранные у враждебных феодалов земли своим сторонникам.
В конце 1526 — начале 1527 года государство Ненада было вовлечено в междоусобную феодальную войну в Венгрии, развернувшуюся между сторонниками Яноша Запольяи, правившего в Восточной Венгрии в 1526 — 1540 годах, и Фердинанда I Габсбурга, избранного в 1526 году венгерским королём аристократией западной части Венгрии. Йован Ненад выступил на стороне Габсбургов, пообещавших ему помощь снаряжением. Был смертельно ранен сторонниками Яноша Запольяи, после чего государство Ненада прекратило своё существование, а народное движение было разгромлено.
Образ «сербского царя» Йована Ненады является одним из любимых, легендарных тем в сербском народном творчестве.

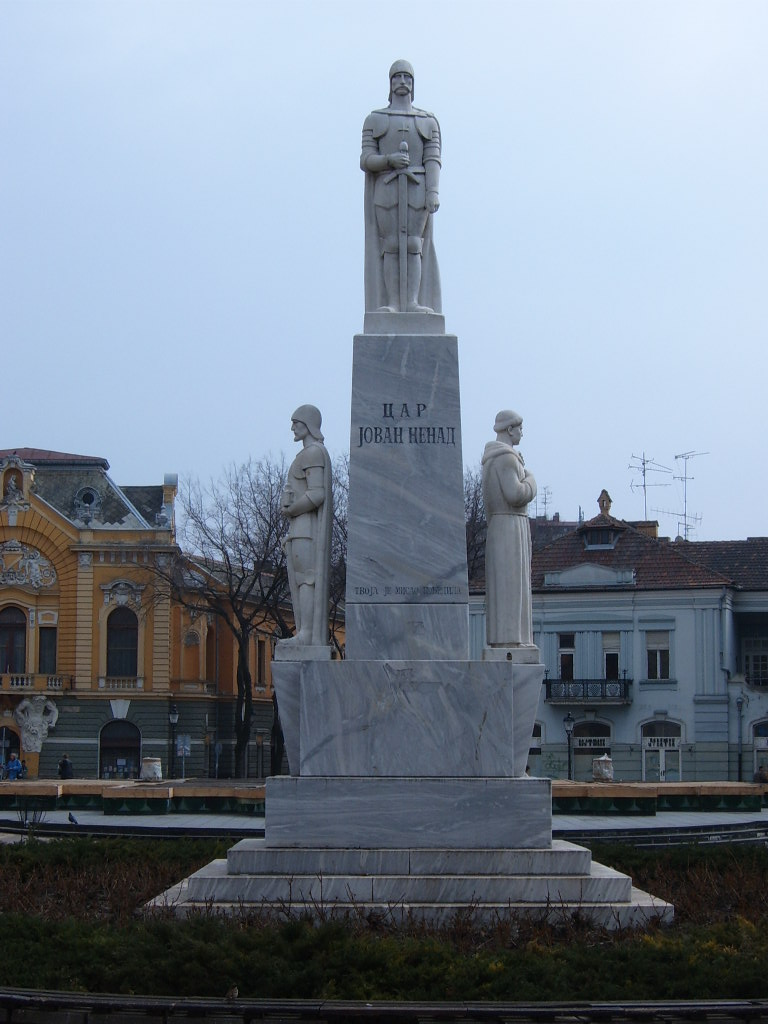
Йован Ненад